# Oostpunt
Oostpunt, auch als Land van Maal bekannt, befindet sich auf der zum Königreich der Niederlande zugehörigen Insel Curaçao. Am östlichsten Punkt der Insel gelegen, befindet sich das Gebiet (niederländisch geozone ‚Geozone‘) sich seit den 1870er Jahren im Privatbesitz der Familie Maal. Das Areal ist mit Ausnahme der Dörfer Oostpunt, Sint Joris und Santa Catharina ein Sperrgebiet.

## Geschichte

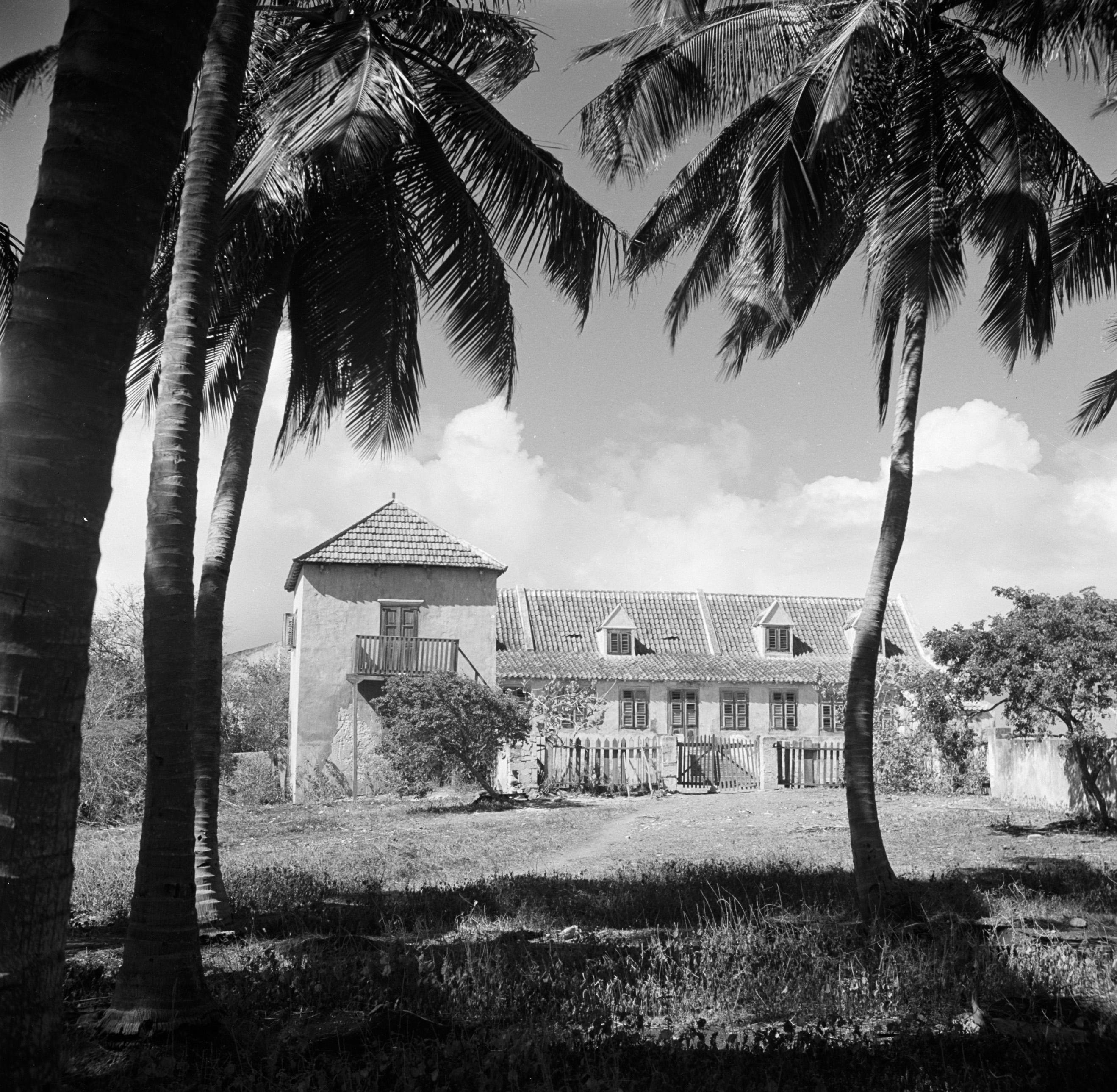
Landhaus Klein Sint Joris, 1947

Die Plantage Klein Sint Joris (auch San Juan) wurde 1662 von Matthias Beck gegründet und ist eine der ältesten Plantagen auf Curaçao. Um 1840 wurde Oostpunt von 150 bis 200 Menschen bewohnt, von denen die meisten Sklaven waren. Die Familie Maal waren Armeeoffiziere aus den Niederlanden und kam im späten 18. Jahrhundert nach Curaçao, wo sie bis Mitte der 1870er Jahre fünf Plantagen erwarben. Die Plantagen wurden für Ackerbau, Viehzucht und Bergbau genutzt, der größte Teil des Landes ist jedoch unberührte Wildnis. Die Korallenriffe in Oostpunt gelten als eines der am besten erhaltenen Riffe in der Karibik.

## Siedlungen
Oostpunt wird von der Familie Maal bewohnt. Sint Joris besteht aus einer Ansammlung von Häusern in Sint Joris und wird hauptsächlich von Einheimischen bewohnt, die dort geboren wurden. Santa Catharina ist ein neuerer Ort, der in den 1960er Jahren entstanden ist und viele Niederländer angezogen hat. Es gibt asphaltierte Straßen nach Sint Joris und Santa Catharina. Der Rest von Oostpunt ist seit 2011 nur über unbefestigte Wege zu erreichen.

## Nationalpark und Curaçao Marine Park
1987 trat die Regierung von Curaçao an die Familie Maal heran, um einen Schutzplan zu entwickeln und die geplante Entwicklung eines Ferienortes in Oostpunt zu erörtern. Im Jahr 1993 wurde ein Gebiet von 4.400 Hektar einseitig zum Nationalpark erklärt, in dem keine Bebauung möglich ist. Entlang der Küste wurde der Curaçao Marine Park zum Schutz des Korallenriffs ausgerufen. Die Familie Maal klagte gegen die Regierung auf 100 Millionen Antillen-Gulden (etwa 51 Millionen Euro) wegen Vertragsbruchs. Es folgte ein langer Rechtsstreit und das Resort wurde stattdessen auf den Bahamas gebaut. Am 7. Juni 1999 wurde die Regierung von Curaçao dazu verurteilt, die Bebauung von 50 Prozent des Gebiets zuzulassen und der Familie Maal 20 Millionen Antillen-Gulden plus Zinsen als Schadensersatz zu zahlen.
Im Jahr 2010 wurden die Erschließungspläne der Familie Maal von der Regierung von Curaçao genehmigt. CARMABI, das nationale Institut für Schutzgebiete, will jegliche Erschließung verhindern und wird dabei von der International Coral Reef Society, National Geographic, National Oceanic and Atmospheric Administration (NOAA) und anderen unterstützt. Im April 2016 wurde versucht, die Erschließungspläne anhand einer veralteten Karte zu stoppen, was zu einer Drohung der Familie Maal führte, den Rechtsstreit wieder aufzunehmen. Im Dezember 2016 wurden die Erschließungspläne erneut von den Staaten genehmigt.